# Tergracht
Tergracht (Fries: Tergrêft) is een buurtschap in de gemeenten Noardeast-Fryslân en Tietjerksteradeel, in de Nederlandse provincie Friesland. Tergracht ligt aan de Dokkumer Ee, tussen Birdaard en Bartlehiem. Het deel van Tergracht in de gemeente Noardeast-Fryslân ligt op de noordoever en het deel in Tietjerksteradeel ligt op de zuidoever van de Dokkumer Ee. De buurtschap ligt qua adressering  verdeeld over Wanswerd en Wijns.
In 1508 komt de plaats voor als Greft en in 1511 als ter Graft. In 1765 werd de plaats vermeld als tergragt. De plaatsnaam is afkomstig van de verbinding ("gracht") die in de 13e eeuw werd gegraven tussen twee slenken, respectievelijk van de Middelzee en de Lauwerszee. Hierdoor ontstond de huidige Dokkumer Ee.
Achter woning Tergracht nr. 13 bevindt zich een jachthaven.

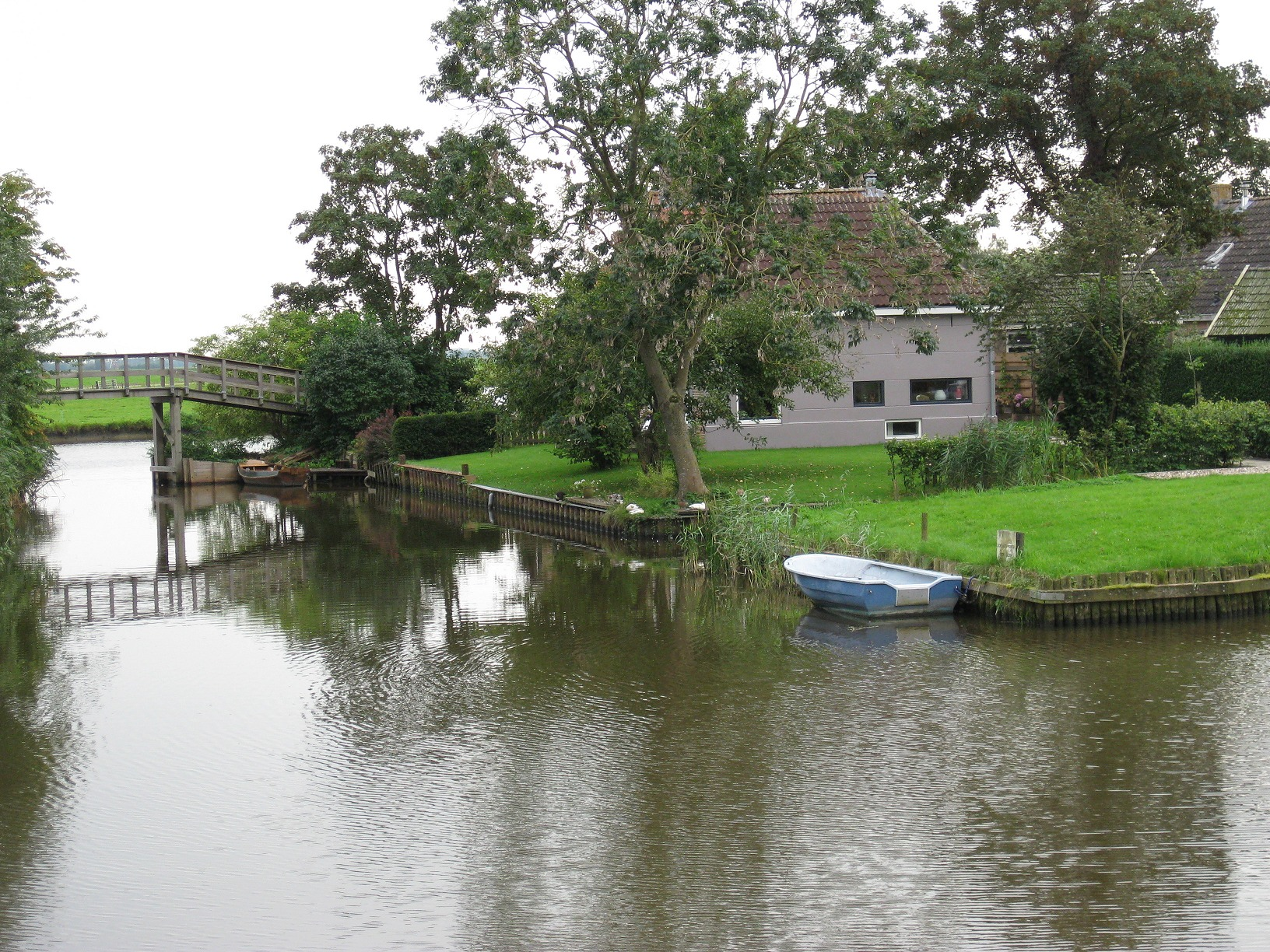
De toegang tot de jachthaven (2012)
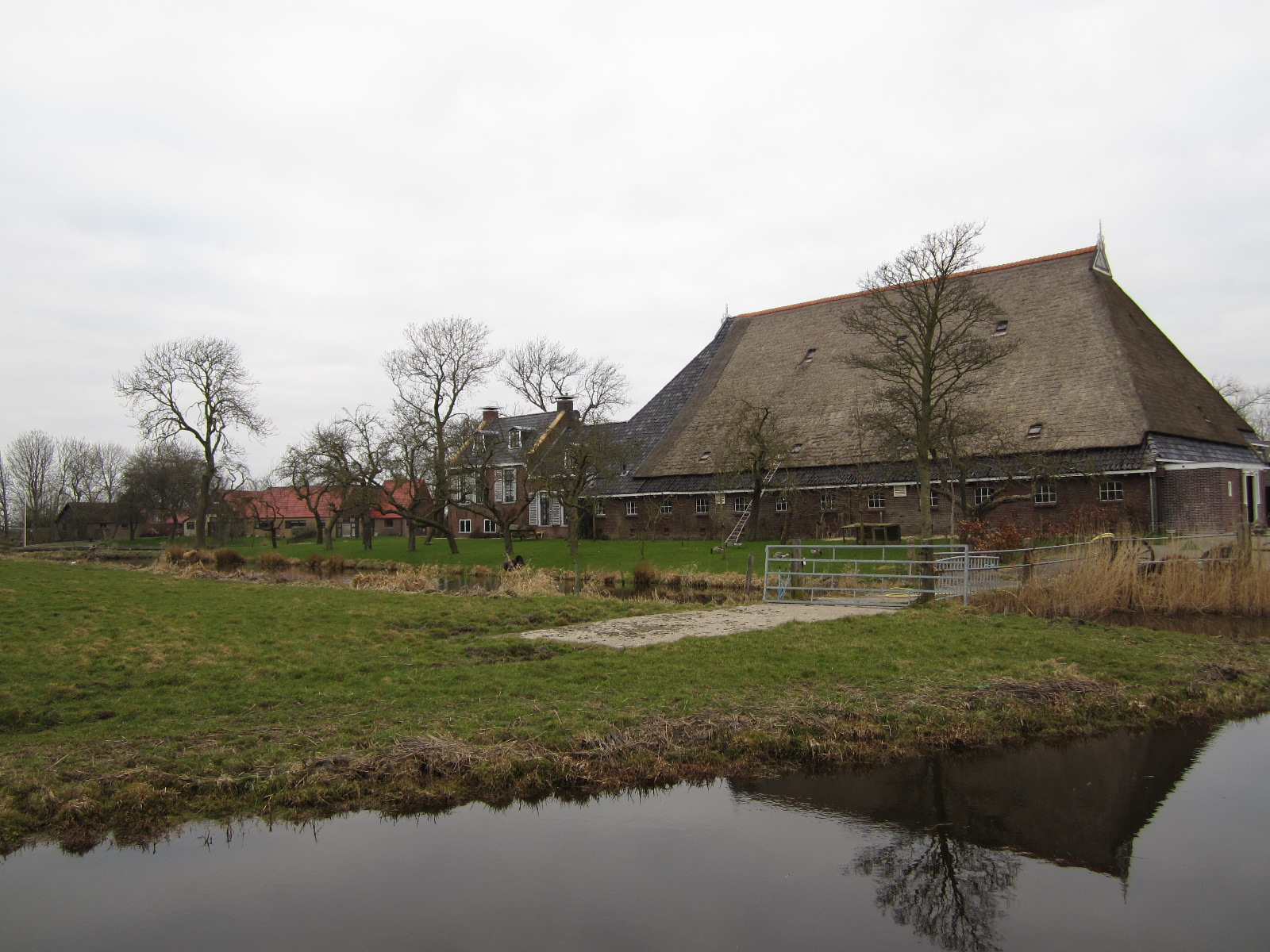
Eenstein, een kop-hals-rompboerderij in de buurtschap die is aangewezen als rijksmonument[1] (2012)

Steden, dorpen en gehuchten: Aalsum · Anjum · Augsbuurt · Birdaard · Blija · Bornwird · Brantgum · Burum · Dokkum · Ee · Engwierum · Ferwerd · Foudgum · Genum · Hallum · Hantum · Hantumeruitburen · Hantumhuizen · Hiaure · Hogebeintum · Holwerd · Janum · Jislum · Jouswier · Kollum · Kollumerpomp · Kollumerzwaag · Lichtaard · Lioessens · Marrum · Metslawier · Munnekezijl · Moddergat · Morra · Nes · Niawier · Oosternijkerk · Oostmahorn · Oostrum · Oudwoude · Paesens · Raard · Reitsum · Ternaard · Triemen · Veenklooster · Waaxens · Wanswerd · Warfstermolen · Westergeest · Wetsens · Wierum · Zwagerbosch

Buurtschappen: Abbewier · Bartlehiem (deels) · Beintemahuis · Betterwird · Bollingawier · Bonte Hond · Bornwirdhuizen · Boteburen · Brandeburen · De Dellen · De Keegen · De Kolk · De Leegte · De Rijp · De Wirden · De Schans · Dijkshorne · Dokkumer Nieuwe Zijlen · Drieboerehuizen · Ezumazijl · Groot Medhuizen · Halfweg · Hallumerhoek · Hanenburg · Hantumerhoek · Huis ter Noord · Kettingwier · Klein Medhuizen · Kletterbuurt · Kollumeroudzijl · Krabburen · Laagland · Lutkewier · Molenbuurt · Nieuwland · Oudeterp · Oudwouderzijlen · Reidswal · Scharnehuizen · Stiem · Teerd · Teijeburen · Tergracht (deels) · Ter Lune · Tibma · Tilburen · Tiltjeburen · Vaardeburen · Veldburen · Vijfhuizen (Hallum) · Vijfhuizen (Ternaard) · Visbuurt · Weerdeburen · Westerburen · Westernijkerk · Wie · Wijgeest · Zevenhuizen

Streken: 't Schoor · Galilea · It Paradyske · Lutkelaard · Sibrandahuis · Steenharst · Steenvak · Wildpad (deels) · Zandbulten · Zwagerveen

Friesland: Steden en dorpen      Nederland: Provincies · Gemeenten
Steden, dorpen en gehuchten: Bartlehiem (deels) · Bergum · Eastermar · Eernewoude · Eestrum · Garijp · Giekerk · Hardegarijp · Molenend · Noordbergum · Oenkerk · Oudkerk · Rijperkerk · Suameer · Suawoude · Tietjerk · Veenwoudsterwal (deels) · Wijns

Buurtschappen: De Joere · Giekerkerhoek · Hoogzand · Iniaheide · Kleinegeest · Kuikhorne (deels) · Noordermeer · Quatrebras · Schuilenburg · Siegerswoude · Sumarreheide (Suameerderheide) · Tergracht (deels) · Witveen · Zevenhuizen · Zwartewegsend

Friesland: Steden en dorpen      Nederland: Provincies · Gemeenten